# Istoria militară a României

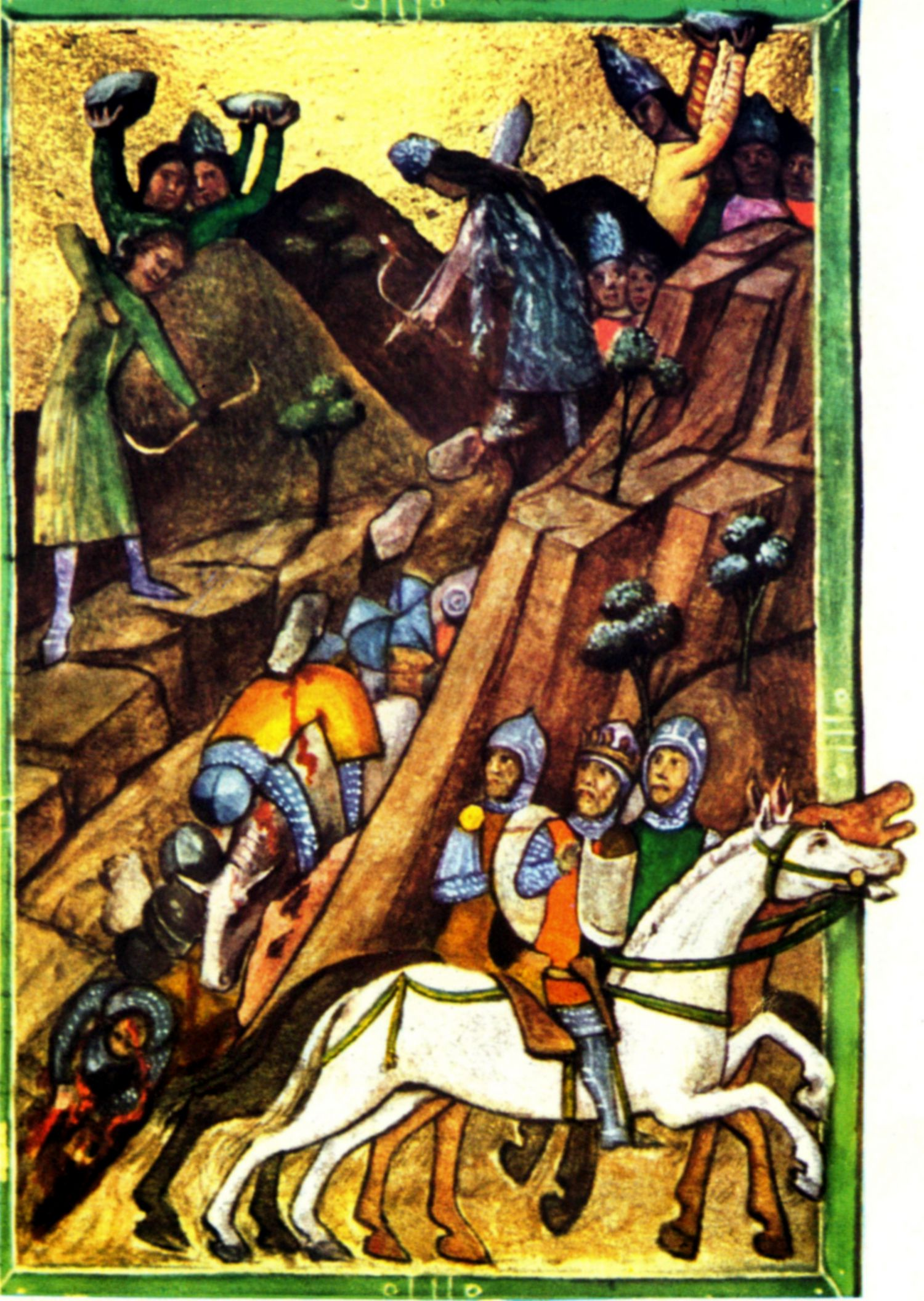
Lupta de la Posada, toamna anului 1330

Istoria militară a României se ocupă cu studiul conflictelor de-a lungul unei perioade de aproximativ 2500 de ani pe teritoriul României moderne, Peninsulei Balcanice și în Europa de Est și cu rolul armatei române în conflicte și de menținere a păcii în întreaga lume. În antichitate, teritoriul de azi al României a fost scena unor războaie sporadice între triburile băștinașe dacice și invadatori diverși (perși, macedoneni, celți sau romani). În cele din urmă, Regatul Dacia a fost cucerit de către Imperiul Roman în 106 și mare parte din teritoriul său a devenit provincie romană. La declinul Imperiului Roman, Dacia a fost abandonată din cauza presiunii din partea dacilor liberi și a goților. 
Pentru 1000 de ani, numeroase popoare migratoare, inclusiv goții, hunii, gepizii, avarii, slavii, bulgarii, maghiari, cumani și mongoli au invadat teritoriul României moderne. În secolul al XIII-lea, un număr de state mici românești au apărut și au evoluat în principatele medievale ale Moldovei, Țării Românești și Transilvania. 
În timpul Evului Mediu târziu, toate cele trei provincii românești au trebuit să se confrunte cu pericolul reprezentat de creșterea puterii turcilor otomani. Ioan de Hunedoara, voievod al Transilvaniei și regent al Ungariei a reușit să oprească înaintarea turcească în Europa Centrală și a securizat continentul print-o victorie importantă la Bătălia de la Belgrad în 1456. Ștefan cel Mare al Moldovei, Mircea cel Bătrân și Vlad Țepeș al Țării Românești, de asemenea, s-au luptat cu succes cu turcii și i-au distras de la obiectivele lor strategice mai importante la Marea Mediterană și în Balcani. Cu toate acestea, de la mijlocul secolului al XVI-lea, cele trei principate au devenit vasale otomanilor. Mihai Viteazul a reușit să unească Țara Românească cu Transilvania și Moldova și să câștige independența noului stat pentru o perioadă scurtă de timp în 1600.

## Perioada modernă timpurie
Perioada modernă timpurie a fost caracterizată de o luptă continuă între Imperiul Habsburgic, Imperiul Otoman, Polonia (până în secolul al XVIII-lea) și Rusia pentru controlul Principatelor și al Transilvaniei. Înfrângerea turcilor în Bătălia de la Viena, în 1683, la care au contribuit și românii, a marcat începutul declinului lor în regiune. 

## Secolul al XIX-lea

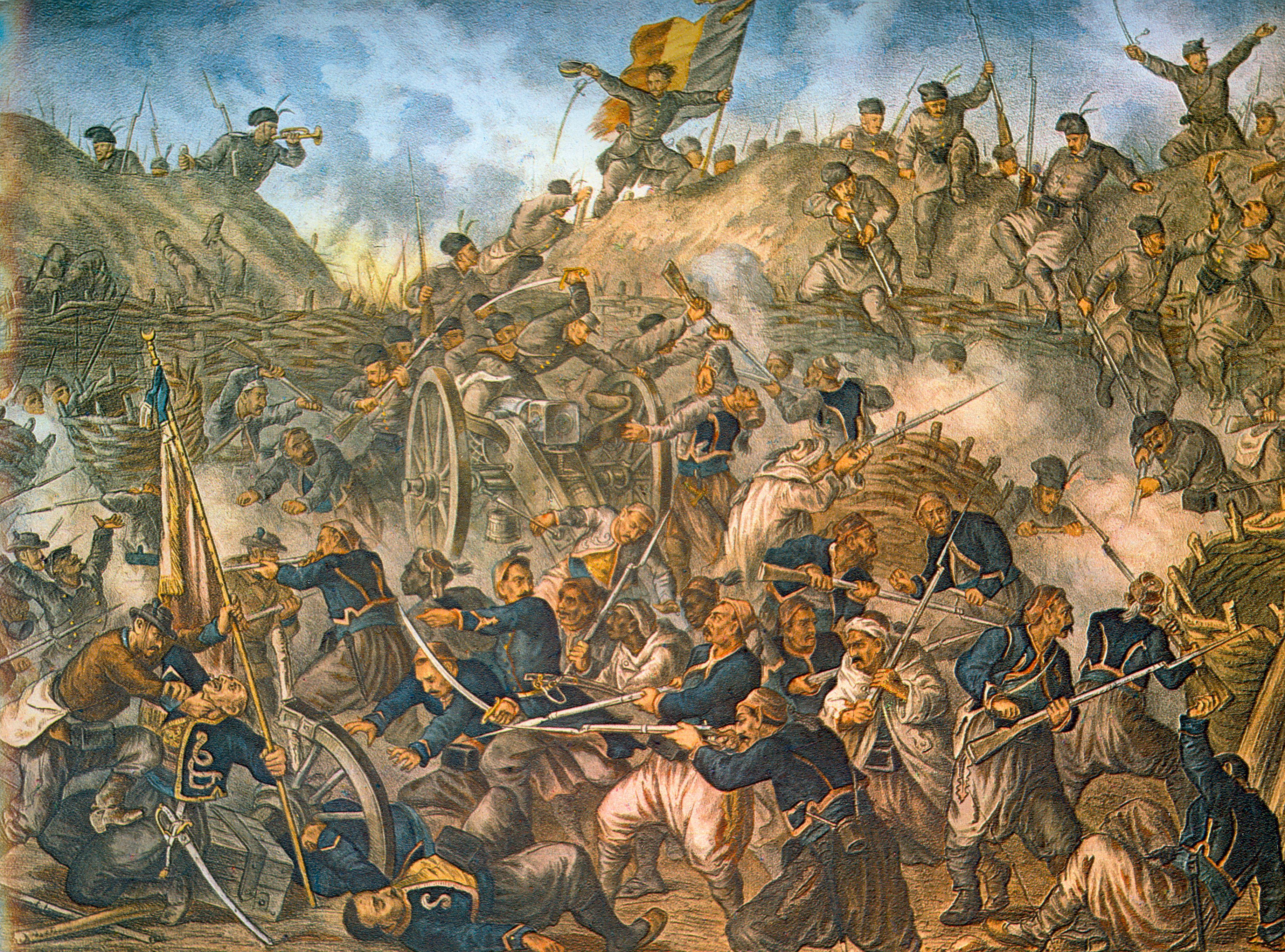
Trupele Române la Grivița

Secolul al XIX-lea a văzut formarea statului român modern, prin unirea Moldovei și Țării Românești. Independența față de Imperiul Otoman a fost asigurată după războiul ruso-turc din 1877-1878. România a devenit regat în 1881. Participarea de partea Aliaților (Antanta) în timpul primului război mondial a dus la unificarea tuturor teritoriilor locuite de români cu regatul român, formând astfel România Mare.

## Regatul României
România a atins apogeul în perioada interbelică.

## Perioada contemporană
După al doilea război mondial, a fost redusă la granițele sale moderne, și a căzut în sfera de influență sovietică. Revoluția din 1989 a dus la dispariția comunismului și mutații geopolitice în regiune. Prăbușirea Uniunii Sovietice a deschis calea spre integrarea europeană, economică, politică și militară. Astăzi, armata română participă la misiuni de menținere a păcii cu aliații săi NATO în Irak, Afganistan, Bosnia și în alte teatre de operațiuni.